# Frühkindliche Sprachstandsfeststellung
Das Projekt Frühkindliche Sprachstandsfeststellung verfolgt vorrangig das Ziel, in Österreich flächendeckend den Sprachförderbedarf von Kindern 15 Monate vor Schuleintritt durch Pädagogen zu erfassen, unabhängig davon, ob die Kinder bereits einen Kindergarten besuchen oder nicht. Grundlage des Projekts ist eine 15a-Vereinbarung, die im Frühling 2008 zwischen Bund und Ländern geschlossen wurde.

## Methode
Der Sprachstand der Kinder in Österreich soll mit Hilfe von einheitlichen Beobachtungsinstrumenten nach denselben Kriterien festgestellt werden, um eine Vergleichbarkeit der Ergebnisse zu gewährleisten. Durch die Verwendung einheitlicher Kriterien kann eine Entscheidung über einen Sprachförderbedarf erfolgen. Die beobachteten Kinder können differenziert in der Aneignung ihrer sprachlichen Kompetenzen unterstützt bzw. vorhandene Ressourcen für diese Fördermaßnahmen innerhalb der Bundesländer entsprechend dem Bedarf aufgeteilt werden. Die folgenden Beobachtungsinstrumente wurden seit 2008 im Auftrag des BMUKK vom BIFIE  zur Sprachstandsfeststellung im Kindergarten entwickelt:
- BESK 4-5 für Kinder, die regelmäßig eine Bildungs- oder Betreuungseinrichtung besuchen, steht seit Frühjahr 2008 zur Verfügung.[4]
- SSFB 4-5 für die Kinder, die keinen Kindergarten besuchen und deren Sprachstand im Rahmen eines halben Schnuppertages im Kindergarten festgestellt wird, steht seit Frühjahr 2008 zur Verfügung, wird jedoch durch das verpflichtende letzte Kindergartenjahr ab 2010 nicht mehr eingesetzt.[5]
- BESK-DaZ zur Erfassung der deutschsprachlichen Kompetenzen von Kindern mit Deutsch als Zweitsprache, die Deutsch sukzessive erwerben, steht seit Frühjahr 2010 zur Verfügung.[6]

## Evaluation
Das BIFIE Graz wurde beauftragt, die Sprachstandsfeststellung mit BESK 4-5 und SSFB 4-5 zu evaluieren. Die Evaluation besteht aus vier Teilen:
- Mündliche Befragung (Interviewleitfaden): Stand des Projekts bei für dieses Projekt Verantwortlichen in den Bundesländern (Herbst 2008).[8]
- Schriftliche Erhebung: Rückmeldungen zum BESK 4-5 und SSFB 4-5 bei auf diese Instrumente eingeschulten Pädagogen (Herbst/Winter 2008/09).[9]
- Schriftliche Befragung: Pädagogisches Personal in Kindergärten unter Berücksichtigung regionaler Unterschiedlichkeiten (bezüglich Sprachstandsfeststellung und Sprachfördermaßnahmen) zu den verschiedenen Elementen des Gesamtprojekts (Frühsommer 2009).[10]
- Schriftliche Erhebung: Einschätzung bezüglich der Maßnahmen der frühen Sprachförderung im Kindergarten bei Schulleiter sowie Lehrpersonen der 0. und 1. Schulstufe an Volksschulen.[11]

## Ergebnisse
Die Kindergärten teilen jährlich nach der Sprachstandsfeststellung im Mai den Verantwortlichen der Länder mit, wie viele der im kommenden Jahr einzuschulenden Kinder im Erwerb der Deutschen Sprache förderbedürftig sind, um Mittel für die Sprachförderung zu erhalten.

### Erste Erhebung 2008
Eine flächendeckende Erhebung des Sprachstand der Viereinhalb- bis Fünfeinhalbjährigen wurde in Österreich erstmals im Mai 2008 mit BESK 4-5 und SSFB 4-5 erhoben. Alle Daten aus dieser flächendeckenden Erhebung wurden zentral vom BIFIE gesammelt und ausgewertet.
An der Sprachstandsfeststellung beteiligten sich einige Übungskindergärten sowie die fünf Bundesländer Burgenland, Kärnten, Salzburg, Steiermark und Wien. In den Bundesländern wurden Multiplikatoren ausgebildet, die im Idealfall, die Pädagogen im April und Mai 2008 in Instrumente zur Sprachstandsfeststellung regional einschulten. Parallel dazu wurden Materialien (Bilderbuch, Bildkarten, Handbücher und Erhebungsbögen) an die Kindergärten versandt und die Beobachtung von den Pädagogen durchgeführt. Nach der Beobachtung wurden die Ergebnisse der Sprachstandsfeststellung von den Pädagogen an das BIFIE übermitteln.
Von insgesamt 40.017 Kindern, die zur Zielgruppe der Viereinhalb- bis Fünfeinhalbjährigen gehörten, wurden Daten von 25.167 Kindern gesammelt, was einer Rücklaufquote von 63 % entsprach. Insgesamt wurden die sprachlichen Kompetenzen von 75 % der Kinder in den Kindergärten anhand des BESK 4-5 beobachtet, von 9 % der externen Kinder konnte der Sprachstand im Rahmen eines halben Schnuppertages im Kindergarten mit Hilfe des SSFB 4-5 erfasst werden.
Die Ergebnisse zeigen: 76 % der beobachteten Kinder weisen altersadäquate sprachliche Kompetenzen des Deutschen auf, während 24 % der Kinder differenzierte sprachliche Förderung benötigen. Kinder, die keine Einrichtung besuchen, haben mehr Schwierigkeiten mit dem Erwerb der deutschen Sprache als Kinder, die bereits einen Kindergarten besuchen. Jedes zweite (externe) Kind, das nicht regelmäßig einen Kindergarten besucht, benötigt Unterstützung beim Spracherwerb. 60 % der Kinder mit Deutsch als Zweitsprache benötigen sprachliche Förderung in Deutsch. 10 % der einsprachig deutsch aufwachsenden Kinder weisen nicht die erforderlichen sprachlichen Kompetenzen auf, die mit BESK 4–5 und SSFB 4–5 beobachtet wurden.
Den Ergebnissen zufolge hat somit ein mehrjähriger Kindergartenbesuch einen positiven Effekt auf die sprachlichen Kompetenzen eines Kindes und kann daher als besonders bildungswirksam eingestuft werden. Geschulte Pädagogen haben im Kindergarten die Chance, die unterschiedlichen Bereiche von Sprache zielgerichtet zu betrachten. Sie beobachten und verfolgen die Sprachentwicklung eines Kindes innerhalb des Kindergartenalltags und können bei Bedarf individuelle sprachliche Unterstützung anbieten.
Das obligatorische letzte Kindergartenjahr, das mit Herbst 2010 in allen Bundesländern Österreichs eingeführt wurde, ist demnach sehr positiv zu bewerten und ein Schritt in die richtige Richtung in Hinblick auf die sprachliche Entwicklung und zur Vorbereitung auf den Schuleintritt.

### Zweite Erhebung
Eine zweite flächendeckende Erhebung der deutschsprachlichen Kompetenzen von Vorschulkindern in Österreich wird voraussichtlich in den nächsten Jahren durchgeführt, indem der Sprachstand der Kinder mit Deutsch als Zweitsprache mit BESK-DaZ und der Sprachstand der Kinder mit Deutsch als Erstsprache mit BESK festgestellt wird.

## Qualitätssicherung
Eine Überarbeitung und genaue Abstimmung der Instrumente BESK 4-5 und BESK-DaZ (Beobachtungsbogen zur Erfassung der Sprachkompetenz in Deutsch von Kindern mit Deutsch als Zweitsprache) aufgrund von Evaluation, Gutachten und Rückmeldungen ist für das Jahr 2010 geplant. Der Einsatz der überarbeiteten Instrumente BESK und BESK-DaZ wird voraussichtlich ab dem Frühjahr 2011 möglich sein.
Weitere Maßnahmen der Qualitätssicherung sind:
- intensive Schulung in den Bereichen Linguistik, Spracherwerb, Sprachstandsfeststellung sowie Sprachförderung muss erfolgen, um Pädagogen entsprechend auszubilden, weshalb eine akademische Ausbildung der Pädagogen ehest möglich einzuführen ist.[19]
- umfangreiche Fort- und Weiterbildungsangebote (z. B. Lehrgänge an PH) sind zu setzen.[20]
- genügend finanzielle Ressourcen für die frühkindliche Sprachstandsfeststellung, die Sprachförderung sowie die Forschung in diesen Bereichen müssen zur Verfügung gestellt werden.[21]
- eine Verbesserung der Betreuungssituation durch mehr Personal wird gefordert, um die Durchführung der Sprachstandsfeststellungen zeitlich leistbarer zu machen sowie die Förderung jedes einzelnen Kindes sicherzustellen.[22]

## Kritik
BESK 4-5 ist ein Beobachtungsinstrument, das die erstsprachliche Kompetenzen eines Kindes in Deutsch erhebt, für Kinder mit Deutsch als Zweitsprache ist es nur eingeschränkt anwendbar.